# Setaphis atlantica
Setaphis atlantica es una especie de arañas araneomorfas de la familia Gnaphosidae.

## Distribución geográfica
Es endémica de las islas de Cabo Verde.